# Alim Morozov
Alim Jakovlevič Morozov (in russo Али́м Я́ковлевич Моро́зов?; Vervekovka, 18 febbraio 1932 – Rossosch, 24 agosto 2021) è stato uno storico e scrittore russo.

## Biografia
Nel 1961 si è laureato in storia presso la Facoltà storico-filologica dell'Università statale di Voronež. Durante gli studi iniziò ad interessarsi della guerra nel Medio Don tra il 1942 ed il 1943.
Dal 1961 al 1989 Morozov scrisse articoli, saggi, racconti brevi su vari periodici locali. Tra il 1982 ed il 1983 è stato tra i fondatori del Museo di Rossoš' (Rossosch) di cui fu fino alla morte  il direttore.
Nel 1988 Morozov  iniziò a lavorare con i turisti italiani che cercavano tracce dei loro parenti caduti durante la Campagna italiana di Russia. Nel primo gruppo vi era anche lo scrittore Mario Rigoni Stern. Nel 1990 Morozov fu incaricato di accogliere la prima delegazione ufficiale dell'Associazione Nazionale Alpini, guidata da Leonardo Caprioli.
Nel 1991 Morozov è stato insignito del premio Agordino de Oro. Dal 1992 ha assistito i rappresentanti di Onorcaduti, organizzazione che tenta di identificare i cimiteri militari italiani ed il rimpatrio delle salme dei caduti.

## Pubblicazioni
Nel 1995 Morozov ha pubblicato un libro in italiano sulla Campagna di Russia dal titolo Dalla lontana infanzia di guerra. 2ª edizione, 2003, pp. 128 Museo della guerra Rovereto.
Altri libri in russo: "Война у моего дома", "Россошь - земли родной начало", "Служил отечеству", "Пусть с ними нас соединяет память" (2 tomi), "На южном фланге Воронежского фронта", "В.Г. Чертков - друг Л.Н. Толстого", "К последнему рубежу "Дранг нах Остен".